# Интернет в Финляндии
Интернет в Финляндии отсчитывает свою историю с 1984 года, когда была создана межуниверситетская вычислительная сеть FUNET. Национальный домен .fi был зарегистрирован в 1986 году, а в 1993 появилась точка обмена интернет-трафиком под названием FICIX для подсоединения финских локальных сетей к глобальной сети Интернет. С июля 2010 года Финляндия стала первой в мире страной, закрепившей в числе гражданских прав право на доступ к Интернету. Несмотря на это, по данным исследований, в 2013 году среди граждан Финляндии в возрасте 75-89 лет лишь каждый пятый пользовался Интернетом, около 300 тысяч финских пенсионеров не имели компьютера, и у 40 тысяч пенсионеров нет мобильного телефона.

## Широкополосное соединение
Широкополосный доступ в Интернет в Финляндии был запущен в 2000 году с появлением ADSL: к 2008 году были доступны соединения со скоростями 1024/512 кбит/с и 2048/512 кбит/с. Также доступны высокоскоростные соединения 8/1 Мбит/с, 24 Мбит/с и быстрее. В октябре 2009 года Министерство транспорта и коммуникаций Финляндии распорядилось об обеспечении с июля 2010 года каждого финского гражданина высокоскоростным доступом в Интернет при минимальной скорости в 1 Мбит/с.
В городе Оулу долгое время компания Oulun Puhelin Plc (OPOY) предлагала полноценное ADSL-соединение на скорости 8/1 Мбит/с и VDSL-соединение на скорости 10/10 Мбит/с. После усиления конкуренции на рынке с 3 августа 2004 финский оператор мобильной связи Saunalahti открыл ADSL-соединение (8/1 Мбит/с) в Большом Хельсинки и Турку, а с 21 октября того же года и ADSL2-соединение (12 Мбит/с). С 15 ноября благодаря Saunalahti во всей Скандинавии стала функционировать технология ADSL2+ (24 Мбит/с), ранее доступная только для Тампере).
Компания Sonera предоставляет в настоящее время выход в Интернет при скорости 10/10 Мбит/с (Cisco Long Reach Ethernet) частным лицам, проживающим в многоквартирных и частных домах (стоимость колеблется от 39 до 50 евро). Sonera также отвечает за развитие оптоволоконного соединения в крупных городах Финляндии и предоставления эксклюзивных услуг. С 2013 года оптоволоконные соединения стали обыденными в каждом городе: технология VDSL2, поставляемая в каждый дом различными провайдерами, позволяет развивать скорость соединения в 100/10 Мбит/с при средней цене в 50 евро с разными дополнительными опциями в зависимости от провайдеров. Высокоскоростное соединение появилось в ряде малых городов и даже деревень Финляндии благодаря помощи правительства и частных предпринимателей.

## Интернет-провайдеры
Крупнейшими интернет-провайдерами в стране являются TeliaSonera, Elisa Oyj, Saunalahti, Finnet, Welho и DNA Oy.

## Цензура
В целях борьбы против детской порнографии в Финляндии провайдеры стали проводить политику цензуры с одобрения полиции. Ими был составлен список запрещённого контента. Список подвергался критике, поскольку в него попадал и легальный взрослый контент, что фактически обесценивало борьбу против незаконных сайтов. Поскольку список был секретным, его можно было использовать в целях цензурирования любой информации. С недавних пор правительство использует похожий фильтр для борьбы против нелегальных игорных сайтов и Интернет-казино.
В Финляндии также неоднократно пытались заблокировать сайт The Pirate Bay. В итоге в конце в 2008 года в судебный процесс над основателями сайта, которых обвиняли в нарушении авторских прав и использовании запрещённого BitTorrent-трекера. Основатель сайта, Петер Сунде (гражданин Финляндии), получил год тюрьмы и штраф в 2,7 миллиона евро.